# Keiichi Zaizen
Keiichi Zaizen (財前 恵一 Zaizen Keiichi?,  nacido el 17 de junio de 1968 en Muroran, Hokkaidō) es un exfutbolista japonés que se desempeñaba como centrocampista.

## Trayectoria

### Clubes
| Club              | País  | Año         |
| ----------------- | ----- | ----------- |
| Yokohama Marinos  | Japón | 1987 - 1995 |
| Kashiwa Reysol    | Japón | 1994        |
| Consadole Sapporo | Japón | 1996        |

## Palmarés

### Títulos nacionales
| Título                   | Club             | País  | Año  |
| ------------------------ | ---------------- | ----- | ---- |
| Copa Japan Soccer League | Nissan Motors    | Japón | 1988 |
| Copa del Emperador       | Nissan Motors    | Japón | 1988 |
| Japan Soccer League      | Nissan Motors    | Japón | 1989 |
| Copa Japan Soccer League | Nissan Motors    | Japón | 1989 |
| Copa del Emperador       | Nissan Motors    | Japón | 1989 |
| Japan Soccer League      | Nissan Motors    | Japón | 1990 |
| Copa Japan Soccer League | Nissan Motors    | Japón | 1990 |
| Copa del Emperador       | Nissan Motors    | Japón | 1991 |
| Copa del Emperador       | Yokohama Marinos | Japón | 1992 |
| J1 League                | Yokohama Marinos | Japón | 1995 |